# Албанско национално възраждане
Албанското национално възраждане (на албански: Rilindja Kombëtare) е период в историята на албанците, обхващащ времето на формиране на албанската нация в края на XIX и началото на XX век.
Различни автори отнасят началото на Албанското възраждане към различни събития – албанските бунтове срещу централизацията на Османската империя през 30-те години на XIX век, опита на Наум Векилхарджи за създаване на първата албанска азбука през 1844 година или разпадането на Призренската лига през 1881 година. За завършек на периода обикновено се приема създаването на независима Албания през 1913 година.